# Avro Canada CF-100 Canuck
Avro Canada CF-100 Canuck (укр. Авро Канада Кенак) — двомоторний всепогодний реактивний винищувач-перехоплювач, низькоплан із прямим крилом. Це єдиний літак виробництва компанії Avro Canada, який надійшов у масове виробництво й експлуатацію, і одночасно єдиний винищувач канадської розробки, що був на озброєнні повітряних сил Канади. Розробка літака розпочалася в жовтні 1946 року, а вже 19 січня 1950 року прототип CF-100 Mark 1, оснащений парою турбореактивних двигунів Rolls-Royce Avon RA 3, здійснив свій перший політ. Надалі, починаючи з модифікації Mark 2, літаки оснащувалися різними варіантами двигунів Avro Canada Orenda власного виробництва компанії. 18 грудня 1952 року головний пілот-випробувач Януш Жураковський на прототипі CF-100 Mark 4 подолав звуковий бар'єр. Йому вдалося розігнатися до швидкості 1,10 Маха. Отже, CF-100 Canuck став першим реактивним літаком із прямим крилом, здатним здійснювати контрольований надзвуковий політ.
Серед пілотів Королівських військово-повітряних сил Канади (англ. Royal Canadian Air Force (RCAF)), Canuck жартома називали «Кланк» (англ. «Clunk»), через характерний металевий стукіт, який виникав під час прибирання передньої стійки шасі. Також поширеною була назва «Свинцеві сани» (англ. «Lead Sled»), яка виникла через погану маневреність і складність керування.

## Створення та експлуатація

### Передумови проєкту
Друга світова війна показала важливість і незамінність авіації на полі бою, а Канада на той час не мала власної незалежної авіаційної промисловості. 1944 року уряд Канади створив «Консультативний комітет з авіабудування». Директор авіаційного виробництва Канади, Кларенс Декатур Хоу, заявив, що для Канади є надзвичайно важливим створити свою власну авіаційну промисловість, яка б могла забезпечити замкнутий цикл проєктування й виготовлення літаків та двигунів до них усередині країни. Уже в липні 1944 року Канада започаткувала власну програму створення турбореактивних двигунів і впровадила у виробництво нову експериментальну силову установку Avro Canada Chinook. Згодом ескалація холодної війни та радянський проєкт атомної бомби призвели до значного зростання міжнародної напруженості. Уряд Канади відреагував на ці події значним збільшенням оборонних витрат. Королівські військово-повітряні сили Канади отримали найбільшу частину цих асигнувань (до 46,6 % загальних витрат на оборону протягом 1951—1952 фінансових років). Планувалося створити власний парк реактивних бойових літаків, зокрема було заявлено про потребу в новому винищувачі-перехоплювачі на реактивній тязі, який міг би патрулювати величезні території на півночі Канади і діяти за складних метеорологічних умов. Із часом ці вимоги були формалізовані в специфікації RCAF, опублікованій 1946 року. Після огляду ринку виявилось, що жодна з країн-виробників реактивних літаків не могла на той час запропонувати рішення, яке б задовольняло вимогам специфікації. Відтак уряд країни ухвалив рішення створити такий літак у Канаді власними силами.
Восени 1945 року було укладено угоду про розробку прототипу реактивного винищувача між RCAF і виробником Avro Canada, що згодом призвело до появи проєкту всепогодного винищувача XC-100, який був розроблений відповідно до виданих специфікацій. За результатами оцінки прототипу, 17 травня 1949 року було укладено додаткову угоду про виробництво десяти передсерійних винищувачів і 30 двигунів Avro Canada Orenda. Визначну роль в розробці цього проєкту відіграв колишній британський авіаконструктор Джон Фрост.

### Розробка й випробування

(у білому комбінезоні), перший пілот-випробувач CF-100, поруч з першим прототипом CF-100 Mark 1 (заводський номер 18101), у присутності офіційних осіб Королівських повітряних сил і уряду Канади.

Прототип CF-100 Mark 1 (заводський номер 18101) вийшов із заводу пофарбованим у глянцевий чорний колір із білими блискавицями на фюзеляжі й двигунах. 17 січня 1950 року почалися руліжні випробування, а вже 19 січня 1950 року прототип здійснив свій перший політ під керуванням командира ескадрильї, головного пілота-випробувача компанії Gloster Aircraft Білла Уотертона (компанія Gloster на той час спільно з Avro Canada входила до групи Hawker Siddeley). Перший політ тривав усього 40 хвилин, у цьому вильоті літак досяг висоти 1500 метрів і швидкості 350 км/год. Тривалість польоту й швидкість в першому вильоті були обмежені, оскільки в літака не прибралося шасі. Модифікація Mark 1 була оснащена двома турбореактивними двигунами Rolls-Royce Avon RA 3, кожен з яких мав максимальну тягу 28,9 кН. Протягом липня 1950 року другий прототип, 18102, також здійснив свій перший політ. Другий прототип пофарбували так само як і перший, додатково він був оснащений трубкою Піто, встановленою на носовому обтічнику. На цьому екземплярі було досягнуто швидкості 0,85 Маха в пікіруванні. 5 квітня 1951 року другий прототип був втрачений в авіакатастрофі, внаслідок чого загинув льотчик-випробувач Брюс Воррен. Імовірною причиною катастрофи вважають вихід із ладу кисневого обладнання кабіни пілота, надалі з цієї причини було втрачено ще декілька машин. Інцидент призвів до тривалого призупинення програми випробувань.

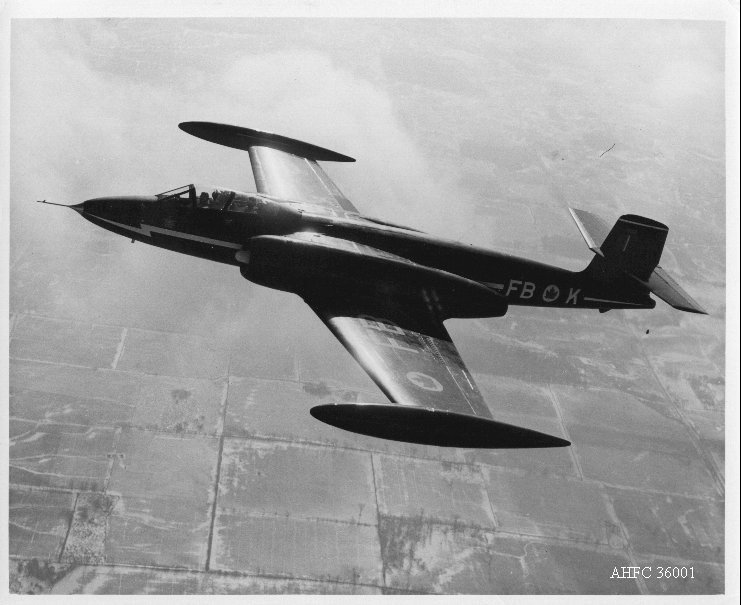
CF-100 Mark 1 (заводський номер 18102) другий прототип в польоті. На носі добре помітна трубка Піто, характерна особливість саме цього екземпляру літака.

Наступним кроком у розвитку проєкту було виготовлення п'яти передсерійних, тестових літаків модифікації Mark 2 (заводські номери 18103-18107). Ця модифікація ще не мала озброєння, натомість вже оснащувалася двигунами власного виробництва Avro Canada Orenda 2. Два з п'яти передсерійних літаків було виготовлено з подвійним набором органів керування польотом, вони могли слугувати як навчально-тренувальні й отримали маркування Mark 2T. На цій модифікації було протестовано й усунуто всі проблеми та зауваження на шляху до серійного виробництва. За словами уславленої пілотеси Жаклін Кокран, двигун Orenda працював значно плавніше, ніж будь-який з британських чи американських реактивних двигунів, з якими їй доводилося мати справу раніше.
У вересні 1950 року повітряні сили Канади замовили виробництво 124 екземплярів модифікації Mark 3 (згодом замовлення змінили, і в модифікації Mark 3 випустили лише 74 машини, а надалі в серію пішов ракетно-кулеметний варіант Mark 4), перший політ уже серійного літака Mark 3 відбувся в жовтні 1952 року, а з 1953 року літаки почали надходити до військових льотних підрозділів. На Mark 3 було встановлено радар APG-33 і вісім кулеметів Browning M3 калібру .50 у швидкозмінному боксі під фюзеляжем (для заміни боєкомплекту можна було зняти весь кулеметний бокс і встановити на його місце інший, заздалегідь споряджений). Серед літаків модифікації Mark 3 також були екземпляри з подвійним набором органів керування, які постачалися в оперативні навчальні підрозділи.

Окремої уваги заслуговує екземпляр із заводським номером 18112. Від початку планувалося, що це буде перший представник модифікації Mark 2P — літак аерофоторозвідки, без озброєння на борту, проте згодом було ухвалено рішення відмовитись від подібної модифікації, натомість компанія була дуже зацікавлена у використанні ракетного озброєння, яке на той час активно впроваджувалось в авіації. Це спонукало інженерів до створення літака-прототипу нової модифікації Mark 4, на якому відпрацьовувались варіанти встановлення блоків некерованих авіаційних ракет і були виконані перші пуски цих ракет. Цей літак отримав новітні, на той час, двигуни Avro Canada Orenda 8, що відрізнялися кращою надійністю і більшим ресурсом, у порівнянні з двигунами Orenda 2, які тоді використовувались у серійному виробництві модифікацій Mark 3A і Mark 3T. 

Панель приладів та органи керування на місці пілота CF-100.

 Перший політ цього прототипу відбувся 11 жовтня 1952 року. Перший пуск некерованої ракети здійснено 11 лютого 1954 року — це випробування вийшло не дуже вдалим: ракета влучила в ніс літака, проте машина зберегла керованість й екіпаж зміг його безпечно приземлити. Саме на цьому літаку Януш Жураковський встановив рекорд швидкості, подолавши звуковий бар'єр. Саме з цього літака Януш Жураковський врятувався, вчасно катапультувавшись, 23 серпня 1954 року, коли під час чергових ракетних стрільб на борту стався вибух і машина втратила керованість. Інженер-випробувач Джон Хіберт, що займав в цьому трагічному вильоті місце штурмана, не зміг катапультуватися й загинув. Ймовірною причиною вибуху вважають витік палива з трубопроводів, яке потрапило на розжарений після пусків ракет експериментальний ракетний модуль, що був розташований під фюзеляжем. Також було встановлено, що інженер-випробувач не зміг катапультуватися через вади в конструкції пілотської кабіни. Після відкидання ліхтаря кабіни, набігаючий на великій швидкості потік повітря створював такий тиск на руки людини в штурманському кріслі, що позбавляв її можливості дотягнутися до важеля катапульти. Після цієї катастрофи всі CF-100 дооснастили окремим вітровим екраном штурманського місця.
Остання, найдосконаліша й наймасовіша модифікація, Mark 5, надійшла в серійне виробництво з 1955 року. Літаків цієї модифікації було виготовлено 330 штук, що складає майже половину від усього парку CF-100. У літаках п'ятої модифікації збільшили довжину крила й площу хвостового оперення, використали найновішу на той час модифікацію двигунів Avro Canada Orenda 11 тягою 32,9 кН (на деяких літаках встановлювався Avro Canada Orenda 14 тягою 33,4 кН), прибрали блок кулеметів, щоб знизити вагу, й лишили виключно ракетне озброєння. Все це дозволило відчутно підняти швидкість і максимальну висоту польоту в порівнянні з більш ранніми модифікаціями. Надалі окремі екземпляри модифікації Mark 5 вдосконалювались і переоснащувались під використання керованих ракет класу повітря-повітря (Mark 5M), чи для місій розвідки та РЕБ (Mark 5C і 5D). Саме літаки аеророзвідки та РЕБ прослужили в строю найдовше, аж до початку 1980-х років.
Avro Canada планувала різні шляхи покращення характеристик свого винищувача. Розглядалась можливість випуску модифікації Mark 6 із двигунами Avro Canada Orenda 11R, оснащеними форсажною камерою, та озброєнням у вигляді керованих ракет AIM-7 Sparrow II. Окремо розглядався варіант із заміною крила й хвостового оперення на стрілоподібне, і з використанням тонших аеродинамічних профілів — цей варіант в конструкторській документації отримав окремий індекс CF-103. Було навіть виготовлено дерев'яний макет, проте далі макета справи не пішли.

### Досвід використання
На піку свого розвитку CF-100 перебував на озброєнні дев'яти ескадрилій RCAF, чотири з яких входили до складу 1-ї канадської авіаційної дивізії, що з 1956 по 1962 рік базувалася в Європі і була підпорядкована командуванню Організації Північноатлантичного договору (НАТО). У повітряних силах НАТО в Європі CF-100 замінив винищувач Canadair Sabre, в рамках реалізації програми «Спритний кажан» (англ. Nimble bat), щоб забезпечити можливість повітряним силам НАТО протистояти радянській загрозі цілодобово, за складних метеорологічних умов і нульової видимості. Упродовж певного періоду CF-100 взагалі був єдиним всепогодним винищувачем сил НАТО, здатним працювати за умов нульової видимості. Значну кількість CF-100 було задіяно в операціях Командування повітряно-космічної оборони Північної Америки (NORAD).

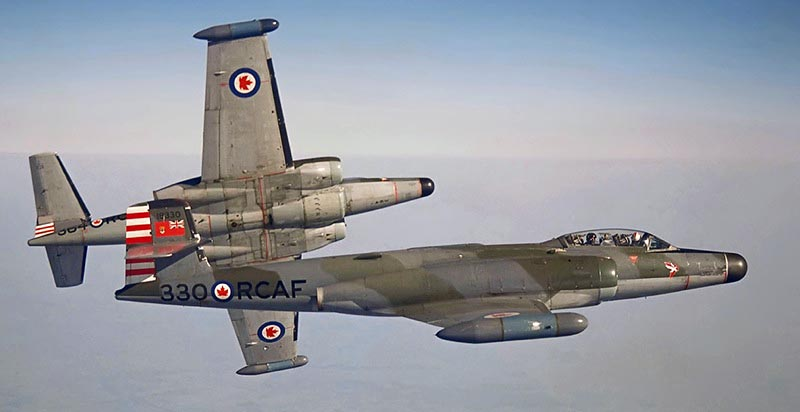
Два CF-100 Mark 4B (заводські номери 18330 і 18364) 423-ї ескадрильї RCAF у 1962 році, під час навчального польоту неподалік Сардинії. На літаках добре видно типовий камуфляж.

CF-100, що експлуатувалися на території Північної Америки, зазвичай не фарбувалися і зберігали натуральний металевий колір і блиск, а ті, що вирушали до Європи, отримали камуфляжну ліврею в британському стилі: сіро-зелений верх і світло-сірий низ.
На початку 1950-х років військово-повітряні сили США (англ. United States Air Force (USAF)) мали потребу у всепогодному реактивному бомбардувальнику невеликого розміру, для заміни застарілого Douglas A-26 Invader. Бомбардувальник потрібно було отримати швидко, тому від проєктування нового літака відмовились і почали оцінювати вже існуючі на ринку моделі. Участь в конкурсі взяли 5 літаків, серед яких на цю роль претендував і CF-100. Проте американці зупинили свій вибір на English Electric Canberra, який модифікували під потреби USAF і він отримав назву Martin B-57 Canberra. Канадський літак поступався конкуренту за такими критеріями як дальність польоту й маса корисного навантаження.
Всього було виготовлено 692 літаки CF-100 різних модифікацій. Єдиним іноземним замовником стала Бельгія, експортне замовлення складало 54 екземпляри (усі літаки, поставлені на експорт, належали до найновішої модифікації Mark 5). При транспортуванні один літак було серйозно пошкоджено і фактично на озброєння повітряних сил Бельгії надійшло лише 53 літаки. Хоча Канада й докладала зусиль в просуванні CF-100 на міжнародні ринки, велись перемовини з декількома країнами, проте Бельгійська експортна угода стала єдиною для цього літака. На озброєнні бельгійських повітряних сил CF-100 перебував недовго — лише 6 років. У грудні 1957 року перші літаки доправили на авіабазу Бовешен, а вже 1964 року їх остаточно зняли з експлуатації, замінивши на Lockheed F-104 Starfighter. Канадські винищувачі CF-100 невдовзі також почали поступово замінювати швидшим і прогресивнішим McDonnell F-101 Voodoo. Проте ще довгий час Canuck продовжував служити в складі 414-ї ескадрильї як розвідувальний та спеціалізований літак РЕБ. Остаточно його вивели з експлуатації лише 1981 року. Після завершення експлуатації частину літаків перетворили на статичні музейні експонати.

### Оператори

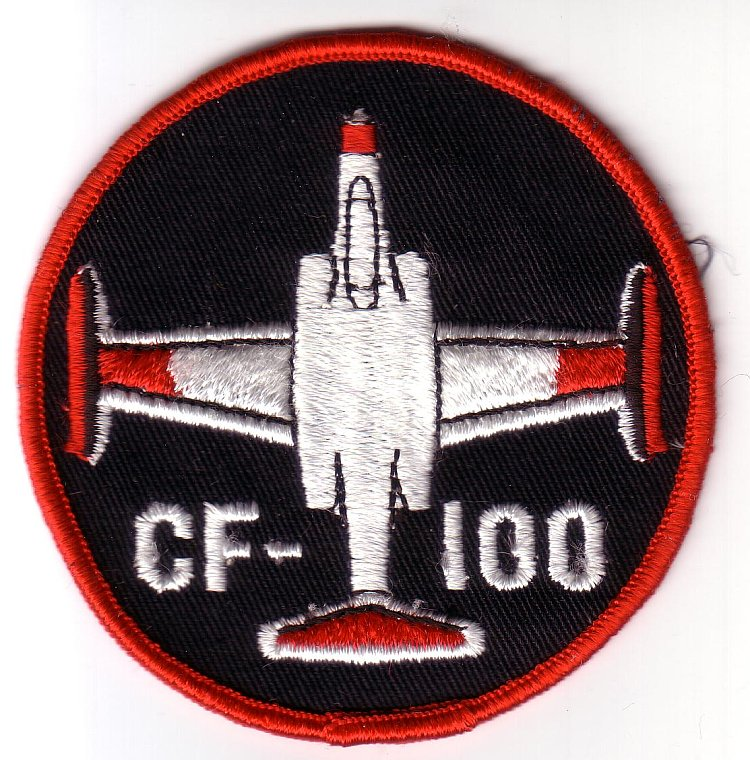
Шеврон екіпажів канадських збройних сил, які літали на CF-100, 1970—1980 роки

Avro Canada CF-100 Canuck перебував на озброєнні збройних сил Канади, Королівських повітряних сил Канади і повітряних сил Бельгії. Літак активно експлуатувався протягом понад тридцяти років, починаючи з першого польоту 1950 року і до 1981 року, коли останніх представників цієї моделі зняли з експлуатації. Як повітряний компонент сил НАТО CF-100 з канадськими екіпажами тривалий час базувалися в інших країнах Європи: Німеччині, Франції, Італії тощо.
 Канада

627 літаків, з 1953 по 1981 роки:

409, 410, 414, 416, 419, 423, 425, 428, 432, 433, 440, 445 та 448 Ескадрилья
 Бельгія

53 літаки, з 1957 по 1964 роки:

11, 349 та 350 Ескадрилья

## Технічні характеристики

CF-100 Mark 4B, згодом модифікований до рівня Mark 5 (заводський номер 18323), випробувальний політ, з макетами ракет AIM-7 Sparrow. На фото добре видно додаткові секції крила й хвостового оперення, характерні лише для модифікацій Mark 5.

### Загальні параметри
- Екіпаж: 2 особи
- Довжина: 16,51 м
- Висота: 4,42 м
- Розмах крила: 15,85 м (18,54 м для модифікації Mark 5)
- Площа крила: 50,17 м² (54,91 м² для модифікації Mark 5)
- Споряджена маса: 10478 кг
- Нормальна злітна маса: 15208 кг
- Максимальна злітна маса: 16783 кг
- Двигуни: 2 шт («Rolls-Royce Avon» чи «Avro Canada Orenda» різних модифікацій)

### Льотні характеристики (для модифікації Mark 5)
- Крейсерська швидкість: 888 км/год
- Максимальна швидкість: 1188 км/год
- Швидкопідйомність: 44,5 м/с
- Практична стеля: 14000 м
- Бойовий радіус: 3200 км
- Тягооснащеність: 0,44

### Озброєння
- 8 кулеметів Browning M3, калібру .50, у підфюзеляжному боксі, боєзапас 1600 патронів (для модифікацій Mark 3 і Mark 4)
- 2 блоки, кожен по 29 некерованих авіаційних ракет Mighty Mouse, на крилах (для модифікацій Mark 4 і Mark 5)
- 4 ракети AIM-7 Sparrow типу повітря-повітря під крилами (для модифікацій Mark 5M)

Також проводились випробування інших типів зброї для CF-100. Достеменно відомо, що літак модифікації Mark 2T з заводським номером 18105 використовувався для тестування як легкий бомбардувальник і оснащувався чотирма 500 кілограмовими бомбами вільного падіння, розміщеними під крилами. Ще щонайменше 4 машини (заводські номери 18117, 18191, 18229, 18266), перебуваючи в структурі центральної дослідно-випробувальної установи (англ. Central Experimental and Proving Establishment (CEPE)) RCAF, брали участь у випробуваннях із керованими ракетами Velvet Glove. Проте жоден із цих варіантів озброєння так і не став штатним для цього типу літаків.

### Додаткове оснащення
- автопілот
- радар (починаючи з модифікацій Mark 3 і для всіх пізніших)
- модуль радіоелектронної боротьби (для модифікацій Mark 5C і Mark 5D)

## Модифікації
За весь час виробництва та експлуатації було створено 692 літаки. Існувало 5 основних заводських модифікацій, до того ж в межах одної модифікації були різні варіанти виконання й комплектації. На окремих екземплярах встановлювалось чи тестувалось певне унікальне обладнання.
| Модифікація   | Варіант виконання | Опис модифікації | Двигуни                              | Озброєння | Радар  | Збудовано |
| ------------- | ----------------- | --- | ------------------------------------ | --- | ------ | --------- |
| CF-100 Mark 1 | Mark 1            | Перші льотні прототипи (серійні номери 18101, 18102) | Rolls-Royce Avon RA 3 (тяга 28,9 кН) | — | —      | 2         |
| CF-100 Mark 2 | Mark 2            | Передсерійні літаки для випробувань (серійні номери 18103, 18104, 18106) | Avro Orenda 2 (тяга 26,7 кН)         | — | —      | 3         |
| CF-100 Mark 2 | Mark 2T           | Передсерійні літаки для випробувань, з подвійним набором органів керування (серійні номери 18105, 18107) | Avro Orenda 2 (тяга 26,7 кН)         | — | —      | 2         |
| CF-100 Mark 3 | Mark 3A           | Серійна модифікація, двомісні двомоторні, всепогодні, реактивні винищувачі-перехоплювачі (серійні номери 18113 — 18132) | Avro Orenda 2 (тяга 26,7 кН)         | 8 кулеметів Browning M3, калібру .50, боєзапас 1600 патронів.                                                     | APG-33 | 20        |
| CF-100 Mark 3 | Mark 3B           | Серійна модифікація, двомісні двомоторні, всепогодні, реактивні винищувачі-перехоплювачі (серійні номери 18133 — 18182) | Avro Orenda 8 (тяга 26,7 кН)         | 8 кулеметів Browning M3, калібру .50, боєзапас 1600 патронів.                                                     | APG-33 | 50        |
| CF-100 Mark 3 | Mark 3T           | Серійна модифікація, двомісні двомоторні, всепогодні, реактивні винищувачі-перехоплювачі, з подвійним набором органів керування — використовувалися як навчально-бойові (серійні номери 18108 — 18111)                                  | Avro Orenda 2 (тяга 26,7 кН)         | 8 кулеметів Browning M3, калібру .50, боєзапас 1600 патронів.                                                     | APG-33 | 4         |
| CF-100 Mark 3 | Mark 3CT          | Варіант подальшої модифікації літаків Mark 3A, передбачав дооснащення подвійним набором органів керування з метою використання їх як навчально-бойових                                                                                  | Avro Orenda 2 (тяга 26,7 кН)         | 8 кулеметів Browning M3, калібру .50, боєзапас 1600 патронів.                                                     | APG-33 |           |
| CF-100 Mark 3 | Mark 3D           | Більш пізній, вдосконалений варіант подальшої модифікації літаків Mark 3B чи Mark 3CT в навчально-бойові з подвійним набором органів керування                                                                                          | Avro Orenda 8 (тяга 26,7 кН)         | 8 кулеметів Browning M3, калібру .50, боєзапас 1600 патронів.                                                     | APG-33 |           |
| CF-100 Mark 4 | Mark 4            | Перший прототип ракетної модифікації літака, на цій машині відпрацювали більшість випробувань, пов'язаних з розміщенням і пусками некерованих авіаційних ракет (серійний номер 18112)                                                   | Avro Orenda 8 (тяга 26,7 кН)         | 8 кулеметів Browning M3, калібру .50, боєзапас 1600 патронів. Додатково 2 блоки по 29 НАР Mighty Mouse на крилах. | APG-40 | 1         |
| CF-100 Mark 4 | Mark 4A           | Серійна модифікація, двомісні двомоторні, всепогодні, реактивні винищувачі-перехоплювачі (серійні номери 18183 — 18319) | Avro Orenda 9 (тяга 28,9 кН)         | 8 кулеметів Browning M3, калібру .50, боєзапас 1600 патронів. Додатково 2 блоки по 29 НАР Mighty Mouse на крилах. | APG-40 | 137       |
| CF-100 Mark 4 | Mark 4B           | Серійна модифікація, двомісні двомоторні, всепогодні, реактивні винищувачі-перехоплювачі (серійні номери 18320 — 18462) | Avro Orenda 11 (тяга 32,9 кН)        | 8 кулеметів Browning M3, калібру .50, боєзапас 1600 патронів. Додатково 2 блоки по 29 НАР Mighty Mouse на крилах. | APG-40 | 143       |
| CF-100 Mark 5 | Mark 5            | Серійна модифікація, двомісні двомоторні, всепогодні, реактивні винищувачі-перехоплювачі, висотний варіант, мали подовжені крила і збільшене хвостове оперення, в порівнянні з попередніми модифікаціями (серійні номери 18463 — 18792) | Avro Orenda 11 (тяга 32,9 кН)        | 2 блоки по 29 НАР Mighty Mouse на крилах                                                                          | APG-40 | 330       |
| CF-100 Mark 5 | Mark 5C           | Варіант подальшої модифікації літаків Mark 5 під задачі аеророзвідки та РЕБ | Avro Orenda 11 (тяга 32,9 кН)        | — | APG-40 | —         |
| CF-100 Mark 5 | Mark 5D           | Вдосконалений варіант подальшої модифікації літаків Mark 5 чи Mark 5C під задачі аеророзвідки та РЕБ | Avro Orenda 11 (тяга 32,9 кН)        | — | APG-40 | —         |
| CF-100 Mark 5 | Mark 5M           | Варіант подальшої модифікації літаків Mark 5, дооснащені новим модулем керування вогнем і пристосовані для використання керованих ракет AIM-7 Sparrow                                                                                   | Avro Orenda 11 (тяга 32,9 кН)        | 4 керовані ракети AIM-7 Sparrow типу повітря-повітря                                                              | APG-40 | —         |

- Значну кількість машин, випущених у варіантах Mark 3A і Mark 3B, згодом  модифікували до версій Mark 3CT чи Mark 3D[9].
- Паралельно з випуском останньої модифікації Mark 5, ще 50 уже випущених літаків Mark 4B було модифіковано до рівня Mark 5: у них було демонтовано блок кулеметів, замінено радар і збільшено розмах крил. З цим пов'язана певна плутанина в різних джерелах щодо кількості випущених машин тієї чи іншої модифікації[7][17].
- У різних джерелах трапляються згадки про модифікації CF-100 типу «Mark 2P», «Mark 4X», «Mark 6» та «Mark 7», які в різний час пропонувалися Avro Canada до виготовлення, але жодного екземпляру цих модифікацій випущено не було[9][16].

## Аварії та катастрофи
CF-100 відзначався доволі високою аварійністю. За тридцятирічну історію експлуатації CF-100 сталося 103 авіакатастрофи, сімнадцять із них — у районі авіабази Норт-Бей, де свою діяльність здійснював 3-й оперативно-навчальний центр RCAF, один з найсучасніших центрів підготовки і навчання пілотів. Загалом у цих катастрофах було втрачено 110 літаків, що становить близько 16 відсотків від усього парку машин даної конструкції..
| Дата       | Модифікація | Номер       | Опис інциденту | Екіпаж | Жертви |
| ---------- | ----------- | ----------- | --- | ------ | ------ |
| 05.04.1951 | Mark 1      | 18102       | Другий прототип. Літак розбився неподалік міста Лондон, Онтаріо. Екіпаж загинув. Ймовірною причиною катастрофи вважають гіпоксію, що виникла внаслідок несправності кисневої системи. | 2      | 2      |
| 21.07.1953 | Mark 3A     | 18132       | На авіабазі Норт-Бей, літак 3-го оперативно-навчального центру, 1-й самостійний виліт пілота-початківця, літак викотився за межі злітно-посадкової смуги, загорівся і згорів. Пілоту вдалося врятуватись. | 1      | 0      |
| 30.07.1953 | Mark 3A     | 18130       | Пожежа в правому двигуні літака 3-го оперативно-навчального центру, на висоті близько 3 км. Протипожежна система двигуна не спрацювала. Щоб уникнути жертв, пілот скерував літак в озеро МакКвебі неподалік і успішно катапультувався. | 1      | 0      |
| 11.08.1953 | Mark 3B     | 18160       | Літак 423-ї ескадрильї RCAF незабаром після зльоту раптово почав втрачати висоту і впав на житлові будинки в містечку Віль Жаку-Картьє, Квебек. Загинули обидва члени екіпажу і семеро людей на землі, серед яких було п'ятеро дітей. | 2      | 9      |
| 27.10.1953 | Mark 3B     | 18141       | Літак 3-го оперативно-навчального центру, під час тренувального польоту на надмалій висоті спалахнув і зазнав катастрофи. Екіпаж загинув. | 2      | 2      |
| 10.11.1953 | Mark 3B     | 18146       | Тренувальний політ винищувача 445-ї ескадрильї, пілот втратив керування, найімовірніше — через гіпоксію. Літак розбився неподалік містечка Шувіль, Квебек. Загинули обидва члени екіпажу. | 2      | 2      |
| 21.04.1954 | Mark 3B     | 18157       | Літак 3-го оперативно-навчального центру, зазнав катастрофи, здійснюючи посадку на авіабазі Норт-Бей, через поломку кронштейну закрилка. За результатами інциденту виробник випустив ремкомплекти для заміни цих кронштейнів. | 2      | 2      |
| 17.08.1954 | Mark 3CT    | 18122       | Літак 3-го оперативно-навчального центру, здійснюючи тренувальний політ, раптово перейшов у піке й розбився в озері Ніпіссінґ. Ймовірною причиною інциденту вважають гіпоксію пілота, обидва члени екіпажу загинули. | 2      | 2      |
| 23.08.1954 | Mark 4      | 18112       | Прототип модифікації Mark 4 виконував пуски некерованих ракет. Стався вибух, пілот катапультувався, а інженер випробувань не зміг. Після скидання ліхтаря кабіни його руки потрапили в набігаючий потік, через що він не зміг дотягнутися до важеля катапульти. За результатами інциденту всі CF-100 були дооснащені вітровим екраном для штурмана.               | 2      | 1      |
| 08.09.1954 | Mark 3B     | 18137       | У літака 3-го оперативно-навчального центру під час приземлення на авіабазі Норт-Бей зруйнувалася права стійка шасі, через що літак вилетів за межі злітно-посадкової смуги й зіткнувся з іншими літаками (C-45 Expeditor та B-25 Mitchell). Після зіткнення почалася пожежа. Обидва члени екіпажу загинули.                                                      | 2      | 2      |
| 27.09.1954 | Mark 3D     | 18135       | Літак 3-го оперативно-навчального центру зазнав катастрофи на авіабазі Норт-Бей. Екіпаж вижив. | 2      | 0      |
| 15.10.1954 | Mark 3A     | 18117       | Літак центральної дослідно-випробувальної установи розбився поблизу громади Наван, Онтаріо. Літак використовувався для випробувань ракети Velvet Glove. Усі члени екіпажу загинули. | 2      | 2      |
| 31.12.1954 | Mark 3CT    | 18115       | У літака 3-го оперативно-навчального центру, що здійснював тренувальний політ, відмовив двигун. Спроба здійснити приземлення з одним двигуном за складних метеоумов на авіабазі Норт-Бей виявилась невдалою. Літак впав за 6 км від злітно-посадкової смуги. | 2      | 2      |
| 31.12.1954 | Mark 3B     | 18154       | Літак 3-го оперативно-навчального центру, опинився на значній відстані від авіабази, на висоті 8 км, із запасом пального трохи більше 100 літрів. Пілот отримав наказ від керівника польотів відвернути літак на північ від авіабази й катапультуватися на висоті 10000 футів.                                                                                    | 1      | 0      |
| 22.01.1955 | Mark 4A     | 18216       | Жорстке приземлення літака 419-ї ескадрильї на засніжений берег через відмову двигунів. Літак списано, екіпаж вижив. | 2      | 0      |
| 22.03.1955 | Mark 3CT    | 18111       | Літак знищено внаслідок пожежі в ангарі № 5 аеропорту Малтона, Онтаріо. | 0      | 0      |
| 22.03.1955 | Mark 4B     | 18348       | Літак знищено внаслідок пожежі в ангарі № 5 аеропорту Малтона, Онтаріо. | 0      | 0      |
| 30.03.1955 | Mark 4A     | 18314       | Літак 423-ї ескадрильї. Під час жорсткого приземлення на авіабазі Сент-Губерт зруйнувалося шасі, літак спалахнув і згорів, екіпажу вдалося врятуватися. | 2      | 0      |
| 12.04.1955 | Mark 4B     | 18325       | Літак 433-ї ескадрильї під час польоту зірвався в штопор, пілоту не вдалося вирівняти машину, проте він встиг катапультуватися. Штурман загинув. | 2      | 1      |
| 22.06.1955 | Mark 4A     | 18281       | Літак 423-ї ескадрильї, через пожежу двигуна намагався здійснити аварійне приземлення, але невдало. Після удару стався вибух, обидва члени екіпажу загинули. | 2      | 2      |
| 28.06.1955 | Mark 4A     | 18255       | Літак зазнав катастрофи, екіпаж встиг катапультуватися. | 2      | 0      |
| 04.07.1955 | Mark 4A     | 18221       | Літак під час зльоту, з невідомих причин, не зміг відірватися від землі і на значній швидкості вилетів за межі злітно-посадкової смуги, через що зазнав значних руйнувань і був списаний. Екіпаж вижив. | 2      | 0      |
| 12.08.1955 | Mark 4B     | 18343       | У літаку 432-ї ескадрильї, під час авіашоу, на наднизькій висоті зупинились обидва двигуни. Спроби повторно запустити двигуни виявились невдалими, екіпаж катапультувався на недопустимо низькій висоті. Люди вижили, хоча й отримали травми ніг. | 2      | 0      |
| 19.08.1955 | Mark 4A     | 18251       | Літак зазнав катастрофи, екіпаж встиг катапультуватися. | 2      | 0      |
| 09.09.1955 | Mark 3A     | 18127       | Літак 3-го оперативно-навчального центру, розбився при посадці на авіабазі Колд-лейк. | 2      | 2      |
| 12.10.1955 | Mark 4B     | 18336       | Літак 433-ї ескадрильї у групі з шести літаків здійснював переліт з авіабази Колд-лейк, в Альберті, на авіабазу Норт-бей, в Онтаріо. Наприкінці польоту, на висоті близько 7 км, літак раптово випав зі строю, перейшов у піке, і впав у озеро Ніпіссінґ. Найвірогіднішою версією катастрофи вважають гіпоксію екіпажу.                                           | 2      | 2      |
| 20.10.1955 | Mark 5      | 18514       | Пілот-випробувач Avro Canada Глен Лайнс виконував випробувальний політ із виконанням фігур пілотажу, після чергового маневру літак звалився на малій висоті. Пілот встиг катапультуватися але через нестачу висоти його парашут не встиг наповнитись. Пілот загинув.                                                                                              | 1      | 1      |
| 03.11.1955 | Mark 4B     | 18371       | Два CF-100 440-ї ескадрильї (заводські номери 18371 і 18355) відпрацьовували нічні перехоплення. Під час імітації перехоплення літаки зіткнулися між собою. Один із літаків після інциденту зберіг керованість і екіпаж зміг повернути його на аеродром, а інший (заводський номер 18371) зазнав катастрофи. Екіпаж загинув.                                      | 2      | 2      |
| 03.11.1955 | Mark 4A     | 18274       | Під час катастрофи пілот катапультувався і вижив. Штурман загинув. | 2      | 1      |
| 04.01.1956 | Mark 4B     | 18424       | Літак 419-ї ескадрильї повертався на авіабазу Норт-Бей вночі, в умовах сильного туману. Приземлення здійснювалось за допомогою GCA, однак зв'язок із диспетчерською встановити не вдалося. Літак зачепив землю в чагарниках за межами смуги і зруйнувався. Екіпаж зазнав значних травм, проте вижив.                                                              | 2      | 0      |
| 13.01.1956 | Mark 4B     | 18394       | 3 літаки 445-ї ескадрильї виконували груповий політ. Під час польоту два літаки зіткнулися крилами (заводські номера 18322 і 18394). Після зіткнення один з них зберіг керованість і зміг повернутися на аеродром, а інший (заводський номер 18394) зазнав катастрофи. Екіпаж встиг успішно катапультуватися.                                                     | 2      | 0      |
| 19.01.1956 | Mark 3D     | 18180       | Літак 3-го оперативно-навчального центру. На місці пілота був учень, який здійснював свій перший навчальний політ. Згідно з планом польоту, на висоті заглушили правий двигун, повторно запустити двигун не вийшло. Інструктор вирішив, що пілот-учень не готовий для здійснення посадки літака з одним двигуном і віддав наказ катапультуватися.                 | 2      | 0      |
| 06.03.1956 | Mark 4A     | 18313       | Літак 3-го оперативно-навчального центру, зазнав катастрофи на авіабазі Колд-лейк. Екіпаж вижив. | 2      | 0      |
| 26.04.1956 | Mark 4B     | 18457       | Пілот літака під час зльоту зарано почав прибирати шасі, що призвело до руйнування стійок шасі. Передня стійка переламалася і хиталася під час польоту, ліва стійка була прибрана, а права випущена. Враховуючи значне руйнування шасі, спробу посадки літака визнали занадто ризикованою й екіпаж отримав наказ катапультуватися.                                | 2      | 0      |
| 15.05.1956 | Mark 4B     | 18367       | Літак 445-ї ескадрильї повертався на авіабазу Аплендс, проте о 22:37 впав на монастир в Орлінз, Онтаріо, що спричинило пожежу. Загинув екіпаж літака і ще 13 людей на землі (11 сірих черниць, військовий капелан та кухар. Причиною катастрофи вважають гіпоксію екіпажу через несправність кисневого обладнання літака.                                         | 2      | 15     |
| 19.05.1956 | Mark 5      | 18575       | Літак 428-ї ескадрильї виконував демонстраційний політ на наднизькій висоті, на авіабазі Кінчело. Під час прольоту в літака раптово відпало праве крило. Екіпаж загинув. | 2      | 2      |
| 19.06.1956 | Mark 4B     | 18459       | У літака 432-ї ескадрильї під час польоту відірвався закрилок правого крила, що призвело до катастрофи. Обидва члени екіпажу загинули. | 2      | 2      |
| 23.07.1956 | Mark 4B     | 18334       | Раптова відмова обох двигунів. Екіпаж успішно катапультувався. | 2      | 0      |
| 02.08.1956 | Mark 4B     | 18448       | Літак 419-ї ескадрильї зник з радарів у районі півострова Брюс. Причини катастрофи невідомі. Місце катастрофи і члени екіпажу досі не знайдені. | 2      | 2      |
| 08.08.1956 | Mark 4A     | 18266       | Літак CEPE RCAF, зазнав катастрофи. Екіпаж вижив. | 2      | 0      |
| 24.09.1956 | Mark 5      | 18584       | Катастрофа під час спроби приземлення вночі, за щільної хмарності. Літак впав на землю, за 400—500 метрів до злітно-посадкової смуги, обидва члени екіпажу загинули. | 2      | 2      |
| 10.10.1956 | Mark 3B     | 18177       | Літак 3-го оперативно-навчального центру, зазнав катастрофи на авіабазі Колд-лейк. Екіпаж загинув. | 2      | 2      |
| 4.11.1956  | Mark 4B     | 18395       | Операція з перебазування 20 літаків CF-100 445-ї ескадрильї з Канади до Франції, в межах операції «Спритний кажан». Один із літаків втратив керованість і почав знижуватись. Екіпаж вижив, хоч і зазнав травм. Літак розбився біля замку Кілмарон, у Шотландії.                                                                                                   | 2      | 0      |
| 04.12.1956 | Mark 5      | 18477       | Зазнав катастрофи. Екіпаж загинув. | 2      | 2      |
| 05.12.1956 | Mark 4B     | 18390       | Літак 445-ї ескадрильї втратив керування над французькою громадою Роне-л'Опіталь. Екіпаж катапультувався, а літак після того пролетів пологою траєкторією ще близько 15 кілометрів, перш ніж упасти. Проблеми з керуванням літака були дуже подібні до тих, що трапилися за місяць до того з бортом № 18395, у Шотландії.                                         | 2      | 0      |
| 10.12.1956 | Mark 4B     | 18411       | Літак 440-ї ескадрильї, відмова обох двигунів, екіпаж катапультувався. | 2      | 0      |
| 20.12.1956 | Mark 5      | 18553       | Зазнав катастрофи. Екіпаж загинув. | 2      | 2      |
| 26.12.1956 | Mark 4B     | 18447       | Літак 419-ї ескадрильї, зазнав катастрофи на авіабазі Норт-бей. Екіпаж вижив. | 2      | 0      |
| 15.03.1957 | Mark 5      | 18592       | Зазнав катастрофи. Екіпаж загинув. | 2      | 2      |
| 14.05.1957 | Mark 4B     | 18337       | Пілот під час заходу на посадку невірно оцінив висоту і при виконанні останнього повороту зачепив крилом землю. Пілот катапультувався, але потрапив під палаючий літак і загинув. Штурман не намагався катапультуватися, отримав важкі опіки, проте його врятували працівники авіабази.                                                                           | 2      | 1      |
| 08.06.1957 | Mark 5      | 18562       | Політ на авіашоу. Під час переходу від горизонтального польоту до набору висоти в літака відвалилися крайні секції крила. Вони влучили в хвіст літака й зруйнували його, після чого літак впав на землю. Екіпаж загинув, на землі ніхто не постраждав. Комісія дійшла висновку, що пілот перевищив допустиму межу перевантажень для цього типу літака.            | 2      | 2      |
| 18.06.1957 | Mark 4B     | 18431       | Літак 423-ї ескадрильї, зазнав катастрофи на авіабазі Сент-Губерт. Екіпаж загинув. | 2      | 2      |
| 20.06.1957 | Mark 4B     | 18391       | Літак 440-ї ескадрильї потрапив у сильну грозу і розбився неподалік муніципалітету Монбронн, у Франції. Екіпаж загинув. | 2      | 2      |
| 01.08.1957 | Mark 4B     | 18339       | Операція з перебазування 20 CF-100 419-ї ескадрильї з Канади до Німеччини, у межах операції «Спритний кажан». На підльоті до міста Сет-Іль один з літаків втратив керованість і перейшов у неконтрольоване піке. Спроб катапультування не було. | 2      | 2      |
| 05.09.1957 | Mark 4B     | 18455       | Показовий виступ на міжнародному авіашоу, виконувався політ на наднизькій висоті над набережною Торонто, під час польоту відбувся помпаж обох двигунів. Літак впав у гавань, обидва члени екіпажу загинули. | 2      | 2      |
| 01.10.1957 | Mark 3D     | 18140       | У літака 3-го оперативно-навчального центру, що здійснював тренувальний політ, відмовила гідравлічна система. Спроби відновити керованість виявилися невдалими, екіпаж успішно катапультувався. | 2      | 0      |
| 06.11.1957 | Mark 3D     | 18159       | Літак впав на землю й спалахнув невдовзі після відриву від злітно-посадкової смуги. Екіпаж встиг катапультуватися. | 2      | 0      |
| 06.11.1957 | Mark 4A     | 18296       | Літак 3-го оперативно-навчального центру, зазнав катастрофи. Екіпаж вижив. | 2      | 0      |
| 03.12.1957 | Mark 4A     | 18270       | Літак 3-го оперативно-навчального центру, на висоті понад 12 кілометрів втратив керованість і увійшов у вертикальне піке. Літак неконтрольовано збільшував швидкість і подолав звуковий бар'єр. Екіпаж катапультувався, проте через надмірну швидкість їхні парашути були зруйновані й екіпаж загинув.                                                            | 2      | 2      |
| 25.01.1958 | Mark 4B     | 18458       | Зазнав катастрофи. Екіпаж загинув. | 2      | 2      |
| 14.03.1958 | Mark 4B     | 18368       | Зазнав катастрофи неподалік муніципалітету Бевей, у Франції. Екіпаж загинув. | 2      | 2      |
| 07.05.1958 | Mark 3D     | 18118       | Літак 3-го оперативно-навчального центру впав на землю невдовзі після відриву від злітно-посадкової смуги. Пілот-студент катапультувався на висоті близько 150 метрів і вижив. Інструктор катапультувався дуже низько, його парашут не встиг наповнитись і він загинув.                                                                                           | 2      | 1      |
| 13.05.1958 | Mark 5      | 18604       | Навчальний політ в умовах щільної низької хмарності. Пілот потрапив у суцільні хмари і втратив орієнтацію в просторі. Обидва члени екіпажу успішно катапультувалися, літак було втрачено. | 2      | 0      |
| 25.08.1958 | Mark 4B     | 18329 18379 | Чотири літаки 423-ї ескадрильї поверталися на авіабазу Дечимоманну. При заході на приземлення двоє з них зіткнулися в повітрі. Штурман літака (18329) катапультувався, а пілот намагаючись вивести машину за територію авіабази, загинув. Інший літак (18379) впав на госпіталь авіабази. Екіпаж загинув, також загинули двоє людей на землі.                     | 4      | 5      |
| 15.09.1958 | Mark 5      | 18572       | 4 літаки 414-ї ескадрильї поверталися на авіабазу Норт-бей в умовах суцільної хмарності. Захід на посадку здійснювали під керуванням із землі (GCA). Один із літаків зазнав катастрофи, не долетівши до аеродрому. Екіпаж загинув. | 2      | 2      |
| 25.09.1958 | Mark 4B     | 18321       | Під час тренувального вильоту в літака раптово зірвало ліхтар кабіни. Пілот почав зниження. На висоті близько 3 кілометрів штурман катапультувався. Пілот, не знаючи причини катапультування штурмана, також залишив літак. | 2      | 0      |
| 08.12.1958 | Mark 5      | 18769       | Зазнав катастрофи неподалік муніципалітету Повасан. Екіпаж катапультувався, штурман вижив, пілот загинув. | 2      | 1      |
| 16.12.1958 | Mark 5      | 18499       | Відмова обох двигунів на літаку 409-ї ескадрильї під час нічного польоту за складних метеоумов неподалік авіабази Комокс. Екіпаж катапультувався над акваторією Тихого океану. Працівники авіабази організували термінову пошуково-рятувальну операцію. Пілота літака знайшли живим, а штурмана знайдено не було і його вважають загиблим.                        | 2      | 1      |
| 22.01.1959 | Mark 4B     | 18417       | Літак мав терміново доправити пасажира з міста Прествік на паром у Ренфрю. Під час перельоту літак втратив керованість, пілот устиг катапультуватися, а пасажир, що перебував на місці штурмана, не зміг цього зробити й загинув. | 2      | 1      |
| 16.02.1959 | Mark 4B     | 18429       | Під час приземлення за складних метеоумов літак зіткнувся з великою сніговою кучугурою на початку злітно-посадкової смуги, внаслідок чого було зруйновано шасі. Пілоту вдалося приземлити літак на носову стійку і надалі — на пузо. Екіпаж вижив. | 2      | 0      |
| 13.03.1959 | Mark 4B     | 18403       | Літак 440-ї ескадрильї втратив керованість у тренувальному польоті. Екіпаж успішно катапультувався. Для екіпажу це було вже друге катапультування з CF-100: раніше, в липні 1956 року, вони вже рятувалися катапультою з літака модифікації Mark 4B (заводський номер 18334).                                                                                     | 2      | 0      |
| 26.04.1959 | Mark 3D     | 18163       | Літак 3-го оперативно-навчального центру зазнав катастрофи на авіабазі Колд-лейк. Екіпаж вижив. | 2      | 0      |
| 30.06.1959 | Mark 5      | 18762       | Літак 433-ї ескадрильї виконував завдання на висоті 14 тисяч метрів, із незрозумілих причин літак втратив керування й перейшов у вертикальне пікірування. Штурман катапультувався, проте через значне перевищення допустимої швидкості його парашут зруйнувався й він загинув. Пілот катапультуватися не намагався й розбився разом із літаком.                   | 2      | 2      |
| 09.07.1959 | Mark 4A     | 18273       | Літак 3-го оперативно-навчального центру зазнав катастрофи. Екіпаж вижив. | 2      | 0      |
| 30.07.1959 | Mark 5      | 18718       | Зруйнувався при виконанні фігур вищого пілотажу, екіпаж успішно катапультувався. | 2      | 0      |
| 04.09.1959 | Mark 5      | 18593 18771 | Зіткнення в повітрі двох CF-100. Пілот літака (18593) зміг здійснити успішну посадку. Екіпаж іншого літака (18771) катапультувався. Штурмана знайшли одразу, а пілот приземлився в густому лісі і зазнав важких поранень, проте зумів доповзти до сусіднього озера, надути свій рятівний човен і сісти в нього. Через кілька днів його знайшли місцеві мисливці.  | 4      | 0      |
| 19.01.1960 | Mark 5      | 18682       | Літак 409-ї ескадрильї, під час нічного польоту впав у протоку Джорджія, тіла членів екіпажу не знайдено. | 2      | 2      |
| 14.04.1960 | Mark 4B     | 18402       | Літак 423-ї ескадрильї брав участь у тренувальному польоті, що імітував маневровий повітряний бій. Під час маневрування літак увійшов у перевернутий плаский штопор. Обидва члени екіпажу успішно катапультувались. | 2      | 0      |
| 27.06.1960 | Mark 4A     | 18246       | Літак 3-го оперативно-навчального центру, зазнав катастрофи. Екіпаж вижив. | 2      | 0      |
| 27.07.1960 | Mark 5      | 18768       | Зазнав катастрофи. | 2      |        |
| 09.08.1960 | Mark 5      | 18714       | Інцидент на етапі приземлення. Екіпаж вижив. | 2      | 0      |
| 12.08.1960 | Mark 3D     | 18156       | Зазнав катастрофи. | 2      |        |
| 27.09.1960 | Mark 5      | 18716       | Відмова двигуна. | 2      | 1      |
| 27.09.1960 | Mark 5      | 18469       | Два CF-100 виконували політ над озером Онтаріо. Один з літаків увійшов у перисту хмару, після того його ніхто не бачив. Зникнення цього літака стало одним з елементів паранормальної теорії «трикутника великих озер». | 2      | 2      |
| 14.11.1960 | Mark 4B     | 18438       | Літак 419-ї ескадрильї, зазнав катастрофи поблизу Страсбурга у Франції. Екіпаж загинув. | 2      | 2      |
| 14.11.1960 | Mark 5      | 18596       | Літак 414-ї ескадрильї заходив на приземлення на авіабазу Норт-бей уночі, в туман, за умов нульової видимості. Посадка здійснювалася за вказівками з землі (GCA). Через деякий час диспетчер повідомив, що радіолокаційний контакт із літаком втрачено. Як виявилось згодом, літак зачепив пагорб та лінію електропередачі і зруйнувався. Екіпаж загинув.         | 2      | 2      |
| 07.12.1960 | Mark 5      | 18571 18610 | Три літаки зі складу 428-ї ескадрильї брали участь у спільних навчаннях в нічний час. Під час маневрування два літаки зіткнулися та вибухнули в повітрі. Вибух був настільки потужним, що його помітили екіпажі біля авіабази Норт-бей, які перебували на відстані понад 100 кілометрів від місця інциденту. Екіпажі обох літаків загинули.                       | 4      | 4      |
| 27.01.1961 | Mark 4B     | 18356       | Літак 423-ї ескадрильї виконував нічний тренувальний політ. Невдовзі після зльоту (за 4 кілометри від авіабази, неподалік містечка Фольшвіллер) літак впав на землю й вибухнув. Причиною катастрофи вважають помилку пілота: одразу після зльоту пілот мав виконати крутий правий поворот, але, ймовірно, вночі втратив просторову орієнтацію й перевернув літак. | 2      | 2      |
| 14.04.1961 | Mark 5      | 18699       | Розбився при приземленні. Екіпаж вижив. | 1      | 0      |
| 31.05.1961 | Mark 5      | 18512       | Літак 413-ї ескадрильї через прорахунки в плані польоту опинився в ситуації, коли в нього скінчилося пальне й вимкнулись обидва двигуни. Літак впав неподалік злітно-посадкової смуги, зламавши механізми шасі. Після інциденту літак був списаний, екіпаж — вижив.                                                                                               | 2      | 0      |
| 06.07.1961 | Mark 4B     | 18338       | Навчальний політ двох літаків 445-ї ескадрильї з імітацією повітряного бою на малих висотах. Під час маневрування біля землі один із літаків впав на землю, імовірно через помилки в пілотуванні. Екіпаж загинув. | 2      | 2      |
| 25.07.1961 | Mark 4B     | 18322       | Інцидент трапився з літаком 440-ї ескадрильї, одразу після успішного приземлення на авіабазі Цвайбрюккен в Німеччині. З крила витікали рештки палива, які потрапили на розжарені колісні гальма, що спричинило пожежу: спочатку загорілося шасі, а згодом вогонь охопив увесь літак. Екіпаж устиг вибратися з палаючої машини, але сам літак знищив вогонь.       | 2      | 0      |
| 11.08.1961 | Mark 4B     | 18405       | Під час польоту на панелі приладів загорівся індикатор пожежі двигуна. Екіпаж візуально оглянув двигуни, помітив щось схоже на дим і катапультувався. Розслідування інциденту дійшло висновку, що індикація пожежі в двигуні була помилковою, а явище, схоже на дим, яке спостерігали члени екіпажу, було конденсатом.                                            | 2      | 0      |
| 19.08.1961 | Mark 5      | 18684       | Літак 414-ї ескадрильї зазнав катастрофи під час сильної грози при приземленні на авіабазі Норт-бей. Літак на швидкості викотився за межі злітно-посадкової смуги, носова стійка шасі зазнала сильного удару й увійшла в фюзеляж, що призвело до нештатного спрацювання катапульти пілота. Пілот помер від травм. Штурман вижив.                                  | 2      | 1      |
| 05.10.1961 | Mark 5      | 18690       | Літак повітряних сил Бельгії, зруйноване шасі, літак було списано. | 2      | 0      |
| 22.05.1962 | Mark 4B     | 18375       | Під час заходу на приземлення пілот не зміг підняти ніс літака, щоб погасити зайву швидкість. Літак знизився занадто швидко, що призвело до руйнування шасі. Слідство встановило, що сторонній предмет (гвинт) застряг між заклепкою на підлозі й коромислом керма, чим значно обмежив рух керма. В кабіні згодом було знайдено ще 13 сторонніх предметів.        | 2      | 0      |
| 26.07.1962 | Mark 5      | 18697       | Літак повітряних сил Бельгії. Зазнав катастрофи на Корсиці, імовірно через проблеми з кисневим обладнанням літака. | 2      | 2      |
| 04.12.1962 | Mark 5      | 18675       | Зазнав катастрофи. Екіпаж успішно катапультувався. | 2      | 0      |
| 13.03.1963 | Mark 5      | 18725       | Літак повітряних сил Бельгії. Зазнав катастрофи неподалік містечка Фолкстон в Англії. Екіпаж загинув. | 2      | 2      |
| 28.11.1963 | Mark 5C     | 18787       | Зазнав катастрофи, екіпаж загинув. | 2      | 2      |
| 12.12.1963 | Mark 5      | 18662       | Зазнав катастрофи, екіпаж вижив. | 2      | 0      |
| 29.07.1964 | Mark 5D     | 18786       | Відмова двигуна, зазнав катастрофи, екіпаж успішно катапультувався. | 2      | 0      |
| 21.07.1965 | Mark 5D     | 18513       | Катастрофа при спробі приземлення на авіабазі Ернест Гармон за складних метеоумов. Не долетівши до злітно-посадкової смуги, літак впав у воду. Екіпаж загинув. Імовірною причиною називають помилкові показники висотоміра. | 2      | 2      |
| 27.02.1967 | Mark 3D     | 18149       | Літак втратив керованість на висоті, яка була занадто низькою для використання катапульт. Екіпаж залишався в літаку до моменту контакту з землею, літак падав з невеликою вертикальною швидкістю і завершив свій політ в глибокому снігу, завдяки цьому екіпаж вижив. Це був останній політ літака модифікації Mark 3.                                            | 2      | 0      |
| 20.08.1968 | Mark 5C     | 18474       | У екіпажу літака 414-ї ескадрильї виникли труднощі з керуванням на підльоті до авіабази Сент-Губерт. Екіпаж успішно катапультувався. Літак впав на незаселені будинки, на схилах пагорба Мон-Сен-Бруно, на схід від Монреаля. Вогонь знищив 2 будинки, ще один зазнав пошкоджень, обійшлося без жертв.                                                            | 2      | 0      |
| 08.05.1971 | Mark 5D     | 18789       | Літак потрапив у потужну снігову бурю, екіпаж катапультувався, а літак впав в Атлантичний океан. Причиною катастрофи називають обмерзання трубки Піто, через що прилади показували зменшення курсової швидкості, а пілот, реагуючи на це, збільшував тягу двигунів і перевищив гранично допустиму швидкість, що призвело до втрати керованості.                   | 2      | 0      |
| 03.03.1972 | Mark 5D     | 18792       | Під час польоту заклинило правий елерон і літак зірвався в штопор. Розслідування встановило, що причиною катастрофи стало руйнування тримера елерона через корозію та втому металу. Для штурмана, капітана Вільгаука, це стало другим катапультуванням із CF-100 (перше відбулося 25 вересня 1958 року з CF-100 Mark 4B (18321)).                                 | 2      | 0      |
| 17.10.1973 | Mark 5D     | 18788       | Літак 414-ї ескадрильї на підльоті до авіабази Норт-бей занадто сильно знизився і впав в озеро Фо Майл, не долетівши приблизно 2 кілометри до злітно-посадкової смуги. | 2      | 2      |

## Музейні експонати
На 2023 рік збереглося кількадесят екземплярів CF-100, як музейних експонатів чи пам'ятників, переважна більшість їх зосереджена на території Канади. Загалом цей літак є доволі популярним в Канаді. Показовим є той факт, що в багатьох локаціях одночасно перебуває по декілька екземплярів цього літака. В невеликому містечку Сен-Жан-сюр-Рішельє, як пам'ятники, перебувають одразу два CF-100: один на території школи лідерства і рекрутингу канадської армії, а інший — поруч з одним з корпусів Королівського військового коледжу. У місті Норт-Бей також існує два пам'ятники. У Вінніпезі CF-100 є експонатом одночасно у двох різних музеях міста. У військовому музеї на авіабазі Борден літак представлений трьома експонатами (два відреставровані та встановлені у вигляді пам'ятників, а третій перебуває в напіврозібраному стані, хоча й в зоні доступній для огляду відвідувачами). А в Канадському музеї авіації та космосу, в Оттаві, за різними джерелами зберігається аж 4 екземпляри «Канадця» (не всі вони виставлені в експозиції, частина знаходиться на зберіганні та реставрації).
| Модифікація і номер    | Місце знаходження | Короткий опис | Фото |
| ---------------------- | --- | --- | ---- |
| CF-100 Mark 5 № 18534  | Королівський музей армії та військової історії, Брюссель, Бельгія 50°50′27″ пн. ш. 4°23′40″ сх. д. / 50.84091170937657° пн. ш. 4.39456205582359° сх. д.                                 | Літак експлуатувався 425-ю ескадрильєю RCAF, і після зняття з озброєння здійснив самостійний переліт з Канади в Бельгію. Вважається, що це був останній трансатлантичний переліт CF-100             |      |
| CF-100 Mark 4B № 18393 | Імперський військовий музей в Даксфорді, аеродром Даксфорд неподалік Кембриджа, Велика Британія 52°05′48″ пн. ш. 0°08′13″ сх. д. / 52.0967904387428° пн. ш. 0.13699818402489883° сх. д. | Літак четвертого крила, першої канадської авіаційної дивізії, що діяла в Європі і базувався на авіабазі Баден–Зеллінген, в ФРН. Після списання його передали музею в Даксфорді.                     |      |
| CF-100 Mark 4А № 18241 | Національний музей Повітряних сил США, авіабаза Райт-Паттерсон, штат Огайо, США 39°46′46″ пн. ш. 84°06′32″ зх. д. / 39.77951785959408° пн. ш. 84.1089673813783° зх. д.                  | Після завершення експлуатації деякий час існував як пам'ятник у місті Бельвіль, в Канаді, а 2009 року його перевезли і включили до експозиції національного музею повітряних сил США.               |      |
| CF-100 Mark 5D № 18504 | Авіаційний музей Касл, Атвотер, штат Каліфорнія, США 37°21′57″ пн. ш. 120°34′45″ зх. д. / 37.3657056695176° пн. ш. 120.5792683131114° зх. д.                                            | Останній політ відбувся 20 січня 1982 року, з авіабази Норт Бей на авіабазу Касл, де літак залишився вже як музейний експонат.                                                                      |      |
| CF-100 Mark 5 № 18775  | Притулок для літаків Волтера Соплати, Ньюбері, штат Огайо, США 41°28′08″ пн. ш. 81°13′11″ зх. д. / 41.468940512423664° пн. ш. 81.21981809492749° зх. д.                                 | Літак 410-ї ескадрильї. 1983 року його залишки було знайдено на звалищі містечка Беррі. Зусиллями ентузіастів, все, що знайшли, було доправлено до США, в притулок для літаків Волтера Соплати.     |      |
| CF-100 Mark 5C № 18779 | Авіакосмічний музей Петерсон, авіабаза Петерсон, штат Колорадо, США 38°49′21″ пн. ш. 104°42′05″ зх. д. / 38.82252410986153° пн. ш. 104.70140226237974° зх. д.                           | Літак здійснив свій останній політ 27 травня 1976 року, з авіабази Сент Губерт на авіабазу Петерсон, де залишився вже як музейний експонат                                                          |      |
| CF-100 Mark 2 № 18104  | Сен-Жан-сюр-Рішельє, провінція Квебек, Канада 45°17′54″ пн. ш. 73°17′16″ зх. д. / 45.2982008703829° пн. ш. 73.28777108607883° зх. д.                                                    | Один з перших, передсерійних літаків. Був виставлений як пам'ятник у канадському містечку Сен-Жан-сюр-Рішельє, поруч зі школою лідерства і рекрутингу канадської армії.                             |      |
| CF-100 Mark 2 № 18106  | Військово-меморіальний музей, Кемпбелфорд, провінція Онтаріо, Канада 44°18′07″ пн. ш. 77°48′22″ зх. д. / 44.30204476657437° пн. ш. 77.80618570426633° зх. д.                            | Літак декілька разів переміщався, виконуючи роль пам'ятника в різних містах, з серпня 2009 знаходиться в Кемпбелфорді, зберігається під відкритим небом, стан планера незадовільний.                |      |
| CF-100 Mark 3D № 18126 | Музей польотів Ангар, Калгарі, провінція Альберта, Канада 51°05′40″ пн. ш. 114°00′49″ зх. д. / 51.094338601742024° пн. ш. 114.0137310094601° зх. д.                                     | Натепер літак проходить реставрацію, тому тимчасово не представлений в експозиції музею. Літак перефарбовано аналогічно лівреї першого льотного прототипу CF-100 Mark 1.                            |      |
| CF-100 Mark 3D № 18138 | Канадський музей польотів, Ленглі, провінція Британська_Колумбія, Канада 49°05′56″ пн. ш. 122°37′32″ зх. д. / 49.09892269217581° пн. ш. 122.62565966108428° зх. д.                      | Літак був сильно розукомплектований, тож для реставрації довелося використати частини інших літаків. Екземпляр виглядає химерно, фюзеляж гарматного Mark 3 з крилами ракетного Mark 5.              |      |
| CF-100 Mark 3D № 18152 | Музей бомбардувального командування Канади, Нантон, провінція Альберта, Канада 50°21′01″ пн. ш. 113°46′34″ зх. д. / 50.35022216373827° пн. ш. 113.77618596436255° зх. д.                | В 1994 році придбано громадою міста Нантон і доправлено до військово-меморіального музею бомбардувального командування Канади, де встановлено перед входом в музей.                                 |      |
| CF-100 Mark 4A № 18194 | Військовий музей, на авіабазі Борден, провінція Онтаріо, Канада 44°16′54″ пн. ш. 79°54′06″ зх. д. / 44.28180440400431° пн. ш. 79.90177935845416° зх. д.                                 | Деякий час слугував навчальним знаряддям для технічних спеціалістів. На початку XXI століття відреставрований силами волонтерів і виставлений на узбіччі Фелез-Роад (англ. Falaise Road).           |      |
| CF-100 Mark 5D № 18472 | авіабаза Баготвіль, провінція Квебек, Канада 48°20′25″ пн. ш. 70°59′26″ зх. д. / 48.340215936329024° пн. ш. 70.99045554937877° зх. д.                                                   | Останній політ літак виконав 10 листопада 1981 року з авіабази Норт Бей на авіабазу Баготвіль, де перетворений на пам'ятник. Цікавим є факт, що на літак нанесено неісторичне маркування: «KE-437». |      |
| CF-100 Mark 5D № 18476 | Музей авіації Альберти, Едмонтон, провінція Альберта, Канада 53°33′57″ пн. ш. 113°30′59″ зх. д. / 53.56571877839605° пн. ш. 113.51634351648488° зх. д.                                  | Останній політ літак виконав 22 січня 1982 року з авіабази Норт Бей на авіабазу Едмонтон, де його перетворили на пам'ятник. У квітні 1995 року його перевезли до музею авіації Альберти.            |      |
| CF-100 Mark 5 № 18488  | Парк століття, Монктон, провінція Нью-Брансвік, Канада 46°05′05″ пн. ш. 64°48′50″ зх. д. / 46.08469960842186° пн. ш. 64.81392881160212° зх. д.                                          | Літак встановлено на бетонному пілоні, обабіч одного з входів до парку. |      |
| CF-100 Mark 5D № 18493 | Військовий музей, на авіабазі Борден, провінція Онтаріо, Канада 44°16′07″ пн. ш. 79°54′27″ зх. д. / 44.26863468953885° пн. ш. 79.90752266202053° зх. д.                                 | Літак відреставровано і встановлено на газоні, на території музею авіабази. |      |
| CF-100 Mark 5D № 18500 | авіабаза Норт Бей, Норт-Бей, провінція Онтаріо, Канада 46°21′34″ пн. ш. 79°25′02″ зх. д. / 46.3594914414764° пн. ш. 79.41708358452331° зх. д.                                           | Останній політ літака відбувся 27 липня 1981 року. Нині літак встановлено на бетонному пілоні, на території авіабази Норт Бей.                                                                      |      |
| CF-100 Mark 5 № 18602  | Галібертон, провінція Онтаріо, Канада 45°02′33″ пн. ш. 78°31′17″ зх. д. / 45.042630337541574° пн. ш. 78.5213894428666° зх. д.                                                           | Після завершення експлуатації зберігався в Галібертоні, а з 1995 року, після реставрації, там же виставлений на огляд як пам'ятник. На фюзеляжі нанесено неісторичний номер A683.                   |      |
| CF-100 Mark 5 № 18619  | Місісага, провінція Онтаріо, Канада 43°42′41″ пн. ш. 79°37′59″ зх. д. / 43.71140225885858° пн. ш. 79.63295949266185° зх. д.                                                             | Літак виконує роль пам'ятника, в нейборгуді Малтон, міста Місісага. Встановлено на бетонному пілоні. Відреставровано 1995 року.                                                                     |      |
| CF-100 Mark 5M № 18626 | Норт-Бей, провінція Онтаріо, Канада 46°17′52″ пн. ш. 79°27′24″ зх. д. / 46.297781063003406° пн. ш. 79.45678120671036° зх. д.                                                            | Літак виконує роль пам'ятника в парку міста Норт-Бей. |      |
| CF-100 Mark 5 № 18731  | Кінгстон, провінція Онтаріо, Канада 44°14′15″ пн. ш. 76°28′01″ зх. д. / 44.23752053821796° пн. ш. 76.46687994131112° зх. д.                                                             | Мав надійти до повітряних сил Бельгії, проте зазнав значних пошкоджень і лишився в Канаді. Встановлений як пам'ятник, на території Королівського військового коледжу Канади.                        |      |
| CF-100 Mark 5 № 18746  | Сен-Жан-сюр-Рішельє, провінція Квебек, Канада 45°17′48″ пн. ш. 73°15′10″ зх. д. / 45.296679200256634° пн. ш. 73.25266070677047° зх. д.                                                  | Встановлений як пам'ятник, на галявині, біля одного з корпусів Королівського військового коледжу в містечку Сен-Жан-сюр-Рішельє.                                                                    |      |
| CF-100 Mark 5 № 18747  | Атлантичний канадський музей авіації, Галіфакс, провінція Нова Шотландія, Канада 44°52′38″ пн. ш. 63°32′02″ зх. д. / 44.87723882504932° пн. ш. 63.534001346374744° зх. д.               | Літак з 1995 року виставлений як експонат в атлантичному канадському музеї авіації. |      |
| CF-100 Mark 5 № 18752  | Військовий музей, на авіабазі Борден, провінція Онтаріо, Канада 44°16′03″ пн. ш. 79°54′49″ зх. д. / 44.26753313195095° пн. ш. 79.91352812265514° зх. д.                                 | Літак був пам'ятником на авіабазі Оттава. Зараз його можна побачити на території музею авіабази Борден, просто неба, в розібраному стані, крила і хвостове оперення відділені від фюзеляжу.         |      |
| CF-100 Mark 5D № 18757 | Канадський музей авіації і космосу, Оттава, провінція Онтаріо, Канада 45°27′34″ пн. ш. 75°38′35″ зх. д. / 45.45954941537764° пн. ш. 75.64301309929128° зх. д.                           | Після завершення експлуатації в жовтні 1979 року літак перевезений до аеропорту Роккліфф в Оттаві, де певний час знаходився на зберіганні, а згодом став експонатом музею.                          |      |
| CF-100 Mark 5 № 18759  | Музей Рейнольдса, Ветасківін, провінція Альберта, Канада 52°57′53″ пн. ш. 113°24′56″ зх. д. / 52.96458656411387° пн. ш. 113.41557893056184° зх. д.                                      | Літак перебував у складі 413-ї, 416-ї і 425-ї ескадрилій RCAF. На сьогодні є експонатом в музеї Рейнольдса.                                                                                         |      |
| CF-100 Mark 5 № 18760  | Аерокосмічний музей Квебека, Лонгуей, провінція Квебек, Канада 45°31′42″ пн. ш. 73°24′30″ зх. д. / 45.528433838271525° пн. ш. 73.40834362931847° зх. д.                                 | Останній політ здійснено 28 червня 1982 року, В листопаді 2018 року куплений Аерокосмічним музеєм Квебека, де відбувається його реставрація.                                                        |      |
| CF-100 Mark 5 № 18761  | авіабаза Колд Лейк, Колд-Лейк, провінція Альберта, Канада 54°24′35″ пн. ш. 110°16′35″ зх. д. / 54.40984554735476° пн. ш. 110.27650078585242° зх. д.                                     | Літак перебував у складі 413-ї, 425-ї і 432-ї ескадрилій RCAF. По завершенню служби перетворений на пам'ятник, на авіабазі Колд Лейк.                                                               |      |
| CF-100 Mark 5 № 18764  | Королівський авіаційний музей західної Канади, Вінніпег, провінція Манітоба, Канада 49°53′47″ пн. ш. 97°12′59″ зх. д. / 49.896437427553884° пн. ш. 97.216297543624° зх. д.              | На сьогоднішній день перебуває на базі зберігання Королівського авіаційного музею західної Канади (стан планера незадовільний, побачити його можна лише здалеку, через огорожу).                    |      |
| CF-100 Mark 5 № 18774  | Національний музей повітряних сил Канади, Трентон, провінція Онатріо, Канада 44°06′54″ пн. ш. 77°33′01″ зх. д. / 44.11513106292462° пн. ш. 77.55015838582108° зх. д.                    | Літак виставлено як експонат в Національному музеї повітряних сил Канади. Перефарбовано в кольори першого прототипу CF-100 Mark 1.                                                                  |      |
| CF-100 Mark 5C № 18784 | Музей спадщини повітряних сил, Вінніпег, провінція Манітоба, Канада 49°53′25″ пн. ш. 97°14′10″ зх. д. / 49.89015472303077° пн. ш. 97.23615472181937° зх. д.                             | 17 грудня 1981 року літак прилетів на авіабазу Баден–Зеллінген, де його перетворено на пам'ятник. Після закриття авіабази повернутий в Канаду, де з 1993 року є експонатом музею.                   |      |
| CF-100 Mark 5D № 18785 | Музей спадщини канадських військових літаків, Гамільтон, провінція Онтаріо, Канада 43°09′37″ пн. ш. 79°55′30″ зх. д. / 43.16014126955204° пн. ш. 79.92500349140256° зх. д.              | Перший політ здійснив 9 грудня 1958 року, прийнятий на озброєння 19 травня 1959 року. Зараз є музейним експонатом, перефарбований в кольори першого прототипу CF-100 Mark 1.                        |      |
| CF-100 Mark 5С № 18790 | Музей повітряних сил Комокс, Долина Комокс, провінція Британська Колумбія, Канада 49°42′32″ пн. ш. 124°54′30″ зх. д. / 49.708764157331004° пн. ш. 124.90823355579876° зх. д.            | Виставлений як експонат музею повітряних сил на авіабазі Комокс, в долині Комокс. |      |